# Таџикистан на Светском првенству у атлетици на отвореном 2019.
Таџикистан је учествовао на 17. Светском првенству у атлетици на отвореном 2019. одржаном у Дохи од 27. септембра до 6. октобра четрнаести пут, односно учествовао је под данашњим именом на свим првенствима од 1993. до данас. Репрезентацију Таџекистана представљала је 1 атлетичарка која се такмичила у трци на 200 метара., .
На овом првенству такмичарка Таџикистана није освојила ниједну медаљу.

## Учесници
Жене:
- Гулсумби Шарифова — 200 м

## Резултати

### Жене
| Атлетичарка       | Дисциплина | Лични рекорд | Квалификације | Квалификације | Полуфинала            | Полуфинала            | Финале                | Финале       | Детаљи |
| Атлетичарка       | Дисциплина | Лични рекорд | Резултат      | Пласман       | Резултат              | Пласман               | Резултат              | Пласман      | Детаљи |
| ----------------- | ---------- | ------------ | ------------- | ------------- | --------------------- | --------------------- | --------------------- | ------------ | ------ |
| Гулсумби Шарифова | 200 м      | 23,35 НР     | 23,45         | 8 у гр. 4     | није се квалификовала | није се квалификовала | није се квалификовала | 33 / 43 (48) |        |